# Gonnardita
La gonnardita es un mineral de la clase de los tectosilicatos, y dentro de esta pertenece al llamado grupo de las zeolitas -subgrupo de la natrolita-. Fue descubierta en 1871 por  el mineralogista francés Ferdinand Gonnard,  La Chaux de Bergonne, Gignat, Puy de Dôme (Francia), que la llamó mesole, que podía confundirse con el de otro mineral. En 1896, Alfred Lacroix le cambió el nombre por el de gonnardita, en honor de su descubridor.

## Características físicas y químicas
Es un aluminosilicato de calcio y sodio, con entre 8 y 12 moléculas de agua. Tiene la misma estructura básica que la natrolita, pero parcialmente desordenada. No está clara su relación con la tetranatrolita, zeolita que en 1999 fue considerada idéntica a la garronita (las dos tienen una red desordenada del mismo tipo y difieren solamente en las proporciones de calcio y sodio) y consecuentemente desacreditada.
La gonnardita se encuentra como microcristales prismáticos de sección cuadrada o, mucho más frecuentemente como agregados esferulíticos. Son comunes los crecimientos epitaxiales con natrolita y thomsonita.

## Formación y yacimientos
Aparece como mineral secundario en rocas ígneas de tipo basalto, rellenando cavidades de éstas con sus características pequeñas esferas blancas. También puede encontrarse en tefrita de leucita y otras rocas alteradas. Suele encontrarse asociada a otras zeolitas y a calcita.
Es una zeolita relativamente común, que se conoce en varios centenares de localidades. En España se ha encontrado en las canteras explotadas en los volvanes El Arzollar y Cerro Moreno, en el Campo de Calatrava (Ciudad Real). También aparece en algunos basaltos de Canarias.